# Гульцово
Гульцово (рос. Гульцово) — присілок Гагарінського району Смоленської області Росії. Входить до складу Ашковського сільського поселення.